# Парламентские выборы в Пакистане (2008)
Всеобщие выборы в Пакистане прошли 18 февраля 2008 года после переноса с первоначальной даты 8 января 2008 года. На них избирался состав Национальной ассамблеи, нижней палаты парламента Пакистана.
Президент и главнокомандующий Первез Мушарраф ввёл в Пакистане чрезвычайное положение 3 ноября 2007 года. Выборы были перенесены на неопределённый срок. Однако, позже он заявил, что выборы пройдут как было запланировано.
После убийства Беназир Бхутто 27 декабря 2007 года Центральная избирательная комиссия объявила, что выборы переносятся с 8 января на 18 февраля.
В результате выборов ПНП получила наибольшее число мест Национальной ассамблеи. Президент генерал Первез Мушарраф признал поражение Пакистанской мусульманской лиги (К) и обязался сотрудничать с новым парламентом. На выборах проголосовало более 35 млн. избирателей, явка составила 44%. Несмотря на задержки с довыборами, 23 места парламента были заполнены к 26 июню 2008 года. В результате ПНП и ПМЛ (Н) обеспечили совместно большинство голосов Ассамблеи. В силу недоверия Мушаррафу партии сформировали коалиционное правительство, в котором Юсуф Реза Гилани стал премьер-министром. Однако через неделю ПМЛ (Н) вышла из коалиции и возглавила Движение за импичмент Первеза Мушаррафа и восстановление судебной системы Пакистана. После этого ПНП возглавила коалицию с Новыми левыми, Движением Муттахида Кауми, Национальной партии Авами и Пакистанской мусульманской лигой (Ф).

## Избирательная система
В Национальную ассамблею Пакистана входят 342 депутата, которые избираются двумя методами. 272 депутата избираются в одномандатных округах простым большинством голосов. Кроме этого, 60 мандатов зарезервированы для женщин и 10 — для религиозных меньшинств, они представляют собой пропорциональное представительство с избирательным барьером 5%. Срок депутатских полномочий — 5 лет.

## Предвыборное насилие
За несколько недель до голосования были отмечены случаи нападений на левых политиков и левые политические мероприятия. 9 февраля в результате теракта в Чарсадде было убито 27 и ранено 37 человек на мероприятии, проводимом Национальной партией Авами. 16 февраля другой террорист-смертник взорвал машину, в результате чего погибло 37 и было ранено 93 человека у резиденции кандидата ПНП Риаза Шаха в Парачинаре. В тот же день смертник напал на армейский пост в округе Сват, убив 2 гражданских и ранив ещё 8 человек. Ранее боевиками был разрушен избирательный участок в Баджаур.

## Результаты
| Партия                                                               | Голоса     | %     | Мест    | Мест    | Мест        | Мест  |
| Партия                                                               | Голоса     | %     | Избрано | Квота   | Квота       | Всего |
| Партия                                                               | Голоса     | %     | Избрано | Женщины | Меньшинства | Всего |
| -------------------------------------------------------------------- | ---------- | ----- | ------- | ------- | ----------- | ----- |
| Пакистанская народная партия                                         | 10 666 548 | 30,79 | 91      | 23      | 4           | 118   |
| Пакистанская мусульманская лига (К)                                  | 8 007 218  | 23,12 | 38      | 10      | 2           | 50    |
| Пакистанская мусульманская лига (Н)                                  | 6 805 324  | 19,65 | 69      | 17      | 3           | 89    |
| Движение Муттахида Кауми                                             | 2 573 795  | 7,43  | 19      | 5       | 1           | 25    |
| Движение Меджлис-э-Амаль                                             | 766 240    | 2,21  | 7       | 1       | 0           | 8     |
| Национальная партия Авами                                            | 704 811    | 2,03  | 10      | 3       | 0           | 13    |
| Пакистанская мусульманская лига (Ф)                                  | 685 684    | 1,98  | 4       | 1       | 0           | 5     |
| Пакистанская народная партия (Шерпао)                                | 141 975    | 0,41  | 1       | 0       | 0           | 1     |
| Национальная народная партия                                         | 148 892    | 0,43  | 1       | 0       | 0           | 1     |
| Белуджистанская национальная партия (Авами)                          |            |       | 1       | 0       | 0           | 1     |
| Независимые                                                          | 3 865 954  | 11,16 | 30      | 0       | 0           | 30    |
| Недействительных/пустых бюллетеней                                   | 1 040 513  | –     | –       | –       | –           | –     |
| Всего                                                                | 35 678 035 | 100   | 271     | 60      | 10          | 341   |
| Зарегистрированных бюллетеней/Явка                                   | 80 910 318 | 44,10 | –       | –       | –           | –     |
| Источник: ECP, IFES Архивная копия от 15 мая 2020 на Wayback Machine |            |       |         |         |             |       |

После выборов 7 независимых депутатов присоединились к Пакистанской народной партии, а трое — к Пакистанской мусульманской лиге (Н).